# Khandalsk
Khandalsk (en rus: Хандальск) és un poble del krai de Krasnoiarsk, a Rússia, segons el cens del 2010 tenia 222 habitants. Pertany al districte municipal d'Àban.